# Єфименко Віктор Романович
Єфименко Віктор Романович (17 березня 1952, м. Сталіно, нині Донецьк — 1 листопада 2017, с. Клепали Буринського району Сумської області, похований у м. Харкові на Безлюдівському кладовищі) — український живописець, Народний художник України (2012), член Національної спілки художників України (1978), Голова Сумської організації СХУ (1987—1989). Син художника Романа Єфименка (1916—1996).

## Життєпис
Віктор Єфименко народився у творчій сім'ї. Першим наставником в образотворчому мистецтві був його батько Роман Федорович —  відомий український художник-графік, ілюстратор, уродженець села Клепали на Сумщині   
1975 року Віктор Єфименко закінчив Кримське художнє училище імені М. С. Самокиша (Сімферополь). Викладачі Ф. Захаров, М. Моргун, П. Столяренко.
Від 1975 року — учасник обласних, всеукраїнських мистецьких виставок. 
Член Спілки художників України (1978). 
У 1975—1981 рр. жив та працював у м. Ялта. 
1982 року переїхав із сім’єю до міста Суми. Голова Сумської обласної організації Спілки художників України (1987—1989). 
У 1993—1997 рр.  жив і працював у Франції. Від 1991 р. учасник міжнародних виставок у Франції, Німеччині, Нідерландах, Бельгії, Італії, Великобританії, Іспанії. Роботи художника продавалися на відомих аукціонах Європи. У 1997—2000 рр. співпрацював із галеристами Голландії, від 2000 р. —  з галереєю L-Art (Київ). 
Персональні виставки — Київ (2001–2004, 2013), Суми (2002), Брюссель (2004), Ґент (Бельгія, 2002—2003), Харків (2007). 
Полотна зберігаються у провідних музеях, корпоративних і приватних колекціях України та зарубіжжя. 
Останні двадцять років  життя митець із сім’єю прожив у селі Клепали, що розкинулося на лівому березі річки Сейм. Мальовнича місцевість, де пройшли дитячі роки Віктора, стала лейтмотивом його творчості. На 85 сотках власної землі він збудував дві майстерні, посадив сад. Художник присвятив себе пленерному живопису, тут він створив більшість своїх робіт.   
Помер Віктор Романович Єфименко 1 листопада 2017 року, похований у м. Харків на Безлюдівському кладовищі. 

## Родина
Свою майбутню дружину Катерину Петрівну Столяренко, дочку відомого художника і педагога Петра Кузьмича Столяренка, Віктор Єфименко зустрів під час вступних іспитів до художнього училища. Саме вона стала коханою, моделлю, вірним другом, радником і помічницею митця. Сини Григорій (1973 р. н.) та Дмитро  (1977 р. н.) успадкували батьківську любов до мистецтва, обидва отримали художню освіту, стали членами Національної спілки художників України.

## Творчість
Основні жанри, у яких працював художник, — пейзажний та портретний живопис. Краєвиди були часто поєднані з натюрмортами.
У творчості В.Єфименка відображено кращі традиції класичного реалістичного станкового живопису. Він захоплюється кольоровими співвідношеннями, збагаченими вальорами та рефлексами. Це поєднує його полотна зі стилістичними пошуками французьких імпресіоністів. У краєвидах і портретах через яскраві зовнішні речі художник передає внутрішній стан моделей.
Перебуваючи у Франції, художник знайшов своє нове амплуа в малярстві — почав створювати портрети жінок у вишуканому вбранні, в капелюшках, з парасольками у відповідних інтер'єрах, серед квітів або морських краєвидів. Цими творами зацікавилися багато закордонних поціновувачів мистецтва, що сприяло появі картин митця на багатьох престижних аукціонах Європи.

## Твори
```
«Патруль» (1977), «Рідна земля» (1978), «Чекання» (1980), «Натюрморт із білим глечиком» (1981), «Початок» (1984), «Бузок» (1986; 1990), «У перерві» (1987), «Натюрморт» (1990), «Осінній натюрморт» (1992; 1995), «Іриси в чорному» (1993), «Ранок на веранді» (1994), «Блакитна парасолька» (1995), «Жіночий портрет», «Прогулянка» (обидва – 1998), «На лузі» (1999), «Сутінки» (2001), «Березень», «Осіння альтанка» (обидва – 2002), «Троянди та яблука» (2003), «Весна» (2004), «В альтанці. Осінь» (2005), «Каміння» (2006), «Ранкова альтанка» (2007), «Курочки», «Літо», «Травень. В альтанці» (усі – 2008).
```

## Відзнаки
- Заслужений художник України (1992)
- Народний художник України (2012)[5].